# Kameralamt Großbottwar
Das Kameralamt Großbottwar war eine Einrichtung des Königreichs Württemberg, die im Amtsbezirk Besitz und Einkommen des Staates verwaltete. Es bestand von 1807 bis 1922 in Großbottwar. Das Kameralamt wurde im Rahmen der Neuordnung der Staatsfinanzverwaltung im Königreich Württemberg geschaffen.

## Geschichte
Bis 1810 trug das Kameralamt Großbottwar die Bezeichnung Kameralverwaltung Oberstenfeld zu Großbottwar. Gemäß Verfügung vom 22. März 1837 übernahm das Kameralamt Großbottwar vom aufgelösten Kameralamt Marbach folgende Orte und Weiler: Marbach mit Siegelhausen, Affalterbach mit Wolfsölden und Steinächle, Burgstall, Erbstetten, Erdmannhausen mit der Bugmühle, Höpfigheim mit der Beutenmühle, Kirchberg an der Murr mit Frühmeßhof, Hunzelhof und Wüstenbach, Murr, Pleidelsheim, Rielingshausen mit Hinterbirkenhof, Steinheim an der Murr mit Lehrhof und Vorderbirkenhof, Gollenhof und Heidenhof, sowie Hofkammerort Weiler zum Stein. Vom Kameralamt Backnang kam noch der zum Oberamtsbezirk Marbach zählende Weiler Zwingelhausen hinzu. 
Gleichzeitig trat das Kameralamt Großbottwar folgende Orte ab:
- an das Kameralamt Ludwigsburg Beihingen, Benningen, Geisingen und Poppenweiler,
- an das Kameralamt Weinsberg Unterheinrieth mit Oberheinrieth und Vorhof,
- an das Kameralamt Bietigheim Schozach und die Hofkammerorte Ilsfeld mit Wüstenhausen, Kaltenwesten (Neckarwestheim) mit Liebenstein, Itzingerhof und Pfahlhof,
- an das Kameralamt Heilbronn Abstatt mit Happenbach, Vohenlohe und Wildeck, Untergruppenbach mit Obergruppenbach, Donnbronn und Stettenfels.

Folgende Orte gehörten zum alten Kameralamt Großbottwar: Allmersbach, Auenstein, Beilstein, Gronau, Großbottwar, Hof und Lembach, Kleinbottwar, Mundelsheim, Nassach, Oberstenfeld, Ottmarsheim, Schmiedhausen, Sinzenburg, Winzerhausen, außerdem noch die Weiler Etzlenswenden, Farnersberg, Stocksberg, Prevorst, Kurzach, Lichtenberg.
Der Kameralamtsbezirk umfasste am 1. Juli 1837 nach erfolgter Übernahme und Abgabe der obengenannten Orte den gesamten damaligen Oberamtsbezirk Marbach.